# بایان-آدارگا (خنتی)
بایان-آدارگا (به لاتین: Bayan-Adarga) یک منطقهٔ مسکونی در مغولستان است که در استان خنتی واقع شده‌است. بایان-آدارگا ۳٬۰۲۱ کیلومتر مربع مساحت دارد.